# Осада Барселоны (800—801)
Осада Барселоны — военная операция каролингской армии с целью завоевания города Барселоны, который находился под властью мусульман в течение 80 лет. Осада и завоевание были частью расширения Испанской марки и графства Барселона.

## История
В начале VIII века, когда Вестготское королевство было завоевано мусульманскими войсками Омейядского халифата, Барселона была взята мусульманским вали Аль-Андалуса Аль-Хурром ибн Абд аль-Рахманом аль-Такафи. После провала мусульманского вторжения в Галлию в битвах при Тулузе в 721 году и при Туре в 732 году город был включен в состав Верхней марки Аль-Андалуса.
С 759 года Франкское королевство приступило к завоеванию территорий, находившихся под властью мусульман. Захват города Нарбонны войсками франкского короля Пипина Короткого приблизил границу к Пиренеям. Франкское наступление потерпело неудачу перед Сарагосой, когда Карл Великий был вынужден отступить и потерпел неудачу в Ронсево в руках баскских войск, объединившихся с мусульманами. Но в 785 году восстание жителей Жироны, открывших свои ворота франкскому войску, отодвинуло границу и открыло путь для прямого нападения на Барселону. Ростан был назначен главой обширного графства, которое также простиралось на древние паги Жирона, Эмпуриес и Бесалу.
Кордовский эмират находился тогда в кризисе: омейядский эмир Аль-Хакам I взошел на престол в 796 году и был вынужден бороться против притязаний своих дядей, Сулеймана и Убайд-Аллаха Абу-Марвана, восставших после смерти Хишама I. В 798 году граф Тулузы и маркиз Септимании, Вильгельм Желонский, отвечал за координацию операций по завоеванию Верхней Марки Аль-Андалуса. Он созвал собрание в Тулузе, на котором присутствовали послы короля Астурии Альфонсо II и Бахлул ибн Марзук, лидер мувалладов, восставших против эмира Аль-Хакама I, захватившего Сарагосу. В 799 году Бахлул также захватил Уэску после изгнания Бану Салама, семьи, верной Аль-Хакаму I.

## Осада
20 августа 800 года была собрана значительная армия под началом сына Карла Великого Людовика Благочестивого, провозглашенного отцом в 781 году королем Аквитании. Она состояла из войск Аквитании, Гаскони, Бургундии и Септимании, а также был оснащен многими осадными орудиями. Сама армия была разделена на три корпуса. Первый под командованием графа Жироны Ростана возглавил осаду у подножия города; второй, возглавляемый графами Тулузским и Нарбоннским, Вильгельмом Желонским и Адемарским, занял позицию между удерживаемыми мусульманами городами Лерида и Сарагоса, чтобы противостоять прибытию любых мусульманских войск помощи из Кордовы; третьему корпусу, которым командовал сам Людовик Благочестивый, было поручено защищать Руссильонскую долину.
Войска Ростана прибыли под стены Барселоны в октябре 800 года. Мусульманский вали Барселоны Садун аль-Руайни, видя, что осада продлится, покинул город, чтобы просить помощи у Кордовы, но его обнаружили и захвачен франкскими войсками, а затем отправлен ко двору Аахена, где был приговорен к ссылке. Таким образом, некий Харун принял на себя управление Барселоной.
Зимой 800/801 годов войска Вильгельма Желонского и Адемара Нарбоннского осадили Лериду и Уэску, опустошив их окрестности. К западу от Пиренеев диверсией послужило восстание народа Памплоны против мусульманской оккупации. Людовик Благочестивый был призван на помощь в последнем штурме города и прибыл к Барселоне в феврале 801 года. 4 апреля 801 года Харун, командующий Барселоной, принял условия сдачи измученного голодом города. лишения и постоянные нападения. Затем жители Барселоны открыли ворота города каролингской армии. Людовик вошел в город в сопровождении священников и духовенства, распевающих псалмы, направляясь в церковь, чтобы поблагодарить Бога.

## Последствие
Каролинги сделали Барселону столицей графства Барселона и включили её в состав Испанской марки. Власть в городе должны были осуществлять граф и епископ. Бера, сын графа Тулузы Вильгельма Желонского, стал первым графом Барселоны.
Однако завоёванная территория имела несколько слабых мест, а уязвимая граница, из-за которой она плохо защищалась от возможных мусульманских атак с Верхней Марки, была реорганизована вокруг Сарагосы и её передовой базы Лериды. Граница вдоль долины Льобрегат была укреплена, и Каролинги затем безуспешно пытались завоевать Тортосу в последующие годы и Уэску в 807 и 812 годах.